# Scott Colley
Scott Colley (Los Angeles, 24 november 1963) is een Amerikaanse jazzcontrabassist.

## Biografie
Colley begon met zijn contrabas-opleiding op 11-jarige leeftijd en was vanaf 1976 leerling van Monty Budwig. Gelijktijdig oefende hij intensief met platen van Paul Chambers en Charles Mingus. Van 1979 tot 1981 trad hij op in duet met de pianist Jimmy Rowles. Van 1984 tot 1988 studeerde hij aan het California Institute of the Arts en nam hij daarnaast privéles bij Charlie Haden en Fred Tinsley, de bassist van het Los Angeles Philharmonic Orchestra.
Vanaf 1968 werkte hij met de zangeres Carmen McRae. Daarnaast werkte hij tournees af door de Verenigde Staten en Europa met de muzikanten Dizzy Gillespie, Clifford Jordan, Roy Hargrove en Art Farmer. Van 1991 tot 1995 werkte hij met verschillende bands van o.a. John Scofield, James Newton, Joe Henderson, Billy Hart, Mike Stern en Phil Woods. Tot 1998 trad hij op met Joe Lovano, Jim Hall en Yoron Israel, werkte hij in een trio met Ravi Coltrane en Al Foster, in duet met Jim Hall en telkens weer in kwartetformaties onder Chris Potter, Renee Rosnes en Bob Berg, het sextet van Andrew Hill (Dusk, 1999) en met Lan Xang.
Sinds 2000 toerde hij met het trio van Herbie Hancock (met de drumster Terri Lyne Carrington), sinds 2004 ook in trio met Jim Hall en drummer Lewis Nash en met Chris Potter. In 2003 verscheen zijn eerste cd Initial Wisdom als orkestleider.

## Discografie
- 1998: Subliminal met Chris Potter, Bill Carrothers en Bill Stewart
- 2000: The Magic Line (Arabesque) met Chris Potter en Bill Stewart
- 2000: Portable Universe met Kenny Werner, Jeff Hirshfield, Dave Binney, Donny McCaslin en Chris Potter
- ????: Dave Biney – South met Kenny Werner, Jeff Hirshfield, David Binney, Donny McCaslin en Chris Potter
- ????: Lan Xang met Kenny Werner, Jeff Hirshfield, David Binney, Donny McCaslin en Chris Potter
- ????: Lan Xang – Hidden Gardens met Kenny Werner, Jeff Hirshfield, David Binney, Donny McCaslin en Chris Potter
- 2003: Initial Wisdom met Ravi Coltrane, Adam Rogers en Bill Stewart
- 2009: Tineke Postma – The Traveller met Geri Allen, Terri Lyne Carrington
- 2010: Empire (CAM Jazz), Brian Blade, Ralph Alessi, Craig Taborn Bill Frisell
- 2014: Scott Colley / Matija Dedić / Antonio Sánchez Sentiana (Blue Bamboo)
- 2018: Still Dreaming (Nonesuch) met Ron Miles, Joshua Redman en Brian Blade

- Bibsys: 90675264
- Bibliothèque nationale de France: cb13980186m (data)
- Gemeinsame Normdatei: 134883152
- International Standard Name Identifier: 0000 0000 5516 9218
- Library of Congress Control Number: nr93034114
- MusicBrainz: 0007fd67-d066-4372-a335-bd60e78c0a1c
- Nationale Bibliotheek van Israël: 987007315754105171
- Réseau des bibliothèques de Suisse occidentale: 02-A003116577
- Système universitaire de documentation: 100931014
- Virtual International Authority File: 29726805
- WorldCat: E39PBJhXf8qT8xKkk3hHBdQwmd